# Џозел Менсах
Џозел Менсах (енгл. Joselle Mensah; Офенбах на Мајни, 26. септембар 2003), ганска је пливачица немачког порекла, учесница олимпијских игара и вишеструка национална рекордерка, чија ужа специјалности су спринтерске трке слободним, прсним и делфин стилом.

## Спортска каријера
Менсахова је рођена и одрасла у Немачкој, где је и почела да тренира пливање. Читаву јуниорсу каријеру је провела такмичећи се на првенствима Немачке за млађе категорије, као чланица пливачког клуба Штутгарт. Након завршене средње школе одлази у Сједињене Државе на студије на Lindenwood University у Сент Чарлсу (савезна држава Мисури), где је наставила и са пливањем као чланица универзитетског пливачког тима.  
На међународној пливачкој сцени је дебитовала у марту 2023, на Афричким играма у Акри (Гана), где је успела да исплива национални рекорд у трци на 50 метара слободним стилом. 
Захваљујући специјалној позивници дебитовала је на Олимпијским играма у Паризу 2024. у доби од свега 14 година. У Паризу је пливала у квалификацијама трке на 50 метара слободним стилом. Наступила је у шестој квалификационој групи где је пливала у стази 3, и са временом од 26.81 секунди заузела је четврто место у својој квалификационој групи, односно укупно 36. место у конкуренцији 79 такмичарки.